# 믹스 (음악 그룹)
믹스는 2016년 디지털 싱글 앨범 [Oh Ma Mind]로 데뷔한 대한민국의 다국적 걸그룹이다. 2017년에 해체되었다.

## 음반
- Oh Ma Mind (2016)
- 사랑은 갑자기 (2017)